# Lancaster (Califòrnia)
Lancaster és una ciutat dels Estats Units a l'estat de Califòrnia. Segons el cens del 2000 tenia 118.718 habitants.

## Demografia
Segons el cens del 2000, Lancaster tenia 118.718 habitants, 38.224 habitatges, i 27.674 famílies. La densitat de població era de 487,6 habitants/km².
Dels 38.224 habitatges en un 42,8% hi vivien nens de menys de 18 anys, en un 49,4% hi vivien parelles casades, en un 17% dones solteres, i en un 27,6% no eren unitats familiars. En el 22,1% dels habitatges hi vivien persones soles el 6,9% de les quals corresponia a persones de 65 anys o més que vivien soles. El nombre mitjà de persones vivint en cada habitatge era de 2,92 i el nombre mitjà de persones que vivien en cada família era de 3,41.
Per edats la població es repartia de la següent manera: un 32,3% tenia menys de 18 anys, un 9,5% entre 18 i 24, un 31,3% entre 25 i 44, un 18,2% de 45 a 60 i un 8,6% 65 anys o més.
L'edat mediana era de 31 anys. Per cada 100 dones de 18 o més anys hi havia 101,9 homes.
La renda mediana per habitatge era de 41.127 $ i la renda mediana per família de 44.681 $. Els homes tenien una renda mediana de 40.710 $ mentre que les dones 27.619 $. La renda per capita de la població era de 16.935 $. Entorn del 13,8% de les famílies i el 16,4% de la població estaven per davall del llindar de pobresa.

## Poblacions més properes
El següent diagrama mostra les poblacions més properes.